# Eleusine coracana
Eleusine coracana é uma espécie de planta herbácea anual amplamente cultivada como cultura cereal em áreas áridas e semiáridas da África e da Ásia. É uma espécie tetraploide e autopolinizante, provavelmente evoluída de seu parente selvagem E. africana. No inglês é conhecida popularmente como "finger millet".
E. coracana é nativa das terras altas da Etiópia e de Uganda. Características notáveis da cultura incluem a capacidade de suportar o cultivo em altitudes acima de 2000 metros acima do nível do mar, sua alta tolerância à seca e o longo tempo de armazenamento dos grãos.

## História
E. coracana originou-se na África Oriental (terras altas da Etiópia e Uganda). Foi relatado que teria sido encontrada em um sítio arqueológico na Índia datado de 1800 a.C.; no entanto, posteriormente foi demonstrado que se tratava de grãos limpos de painços descascados identificados incorretamente. O registro mais antigo de E. coracana vem de um sítio arqueológico na África datado do 3º milênio a.C.
Até 1996, o cultivo da espécie na África estava diminuindo rapidamente devido à grande quantidade de trabalho exigida, com os agricultores preferindo cultivar culturas menos exigentes em mão de obra, embora nutricionalmente inferiores, como milho, sorgo e mandioca. No entanto, essa queda não foi observada na Ásia.

## Taxonomia
E. coracana pertence ao gênero Eleusine Gaertn.

## Regiões de cultivo

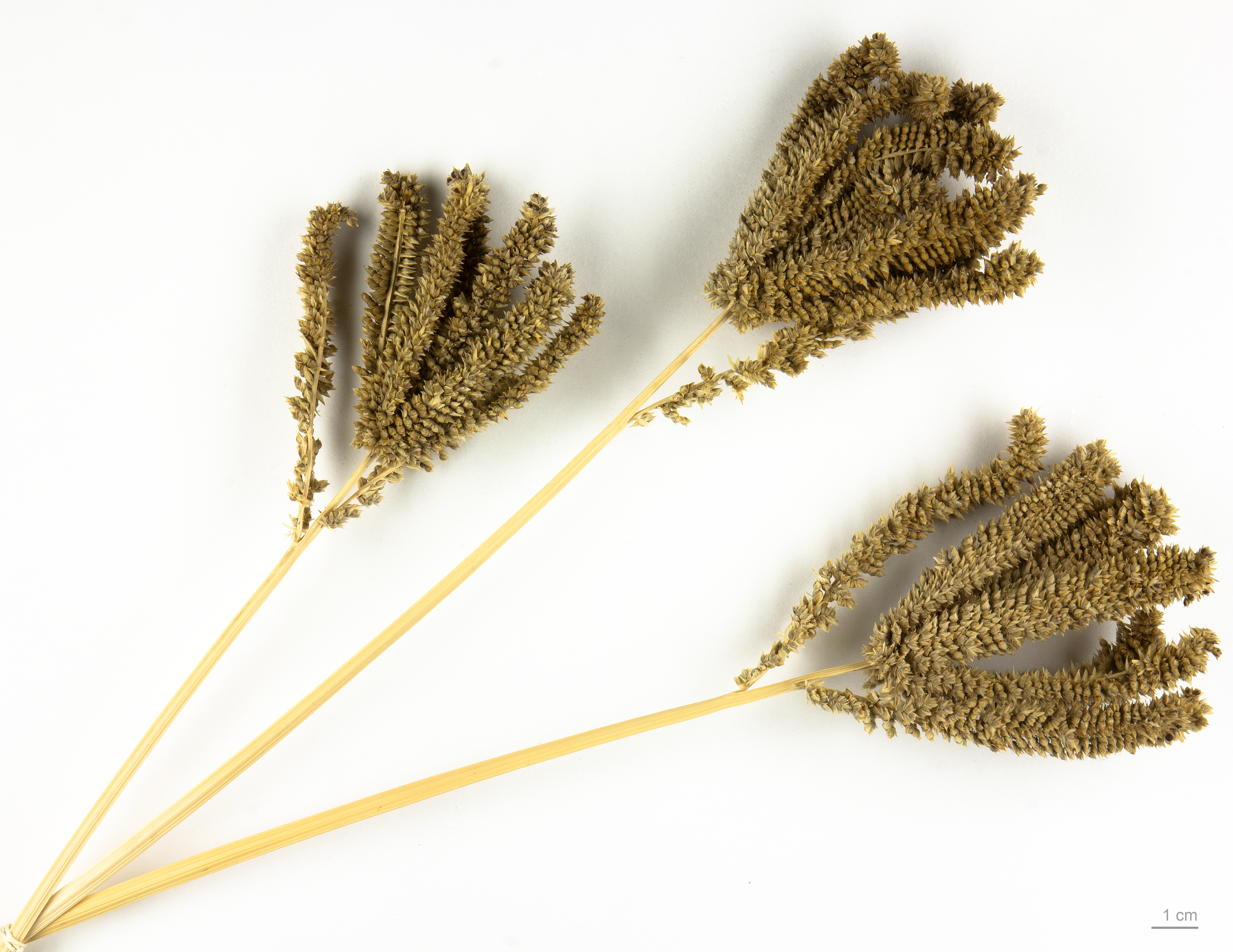
Exsicata de Eleusine coracana (Museu de Toulouse).

As principais áreas de cultivo da espécie são partes da África Oriental e Austral — particularmente Uganda, Quênia, República Democrática do Congo, Zimbábue, Zâmbia, Malawi e Tanzânia — e partes da Índia e do Nepal. Também é cultivado no sul do Sudão e "até o sul" da África, como em Moçambique.

## Requisitos climáticos
E. coracana é uma planta de dia curto com um ótimo de crescimento de 12 horas de luz do dia para a maioria das variedades. Sua principal área de cultivo varia de 20°N a 20°S, abrangendo principalmente os trópicos semiáridos a áridos. No entanto, E. coracana é encontrada sendo cultivada a 30°N na região dos Himalaias (Índia e Nepal). É geralmente considerado uma cultura tolerante à seca, mas, em comparação com outras espécies semelhantes, como a Pennisetum glaucum e o sorgo, prefere chuvas moderadas (500 mm anualmente). A maioria dos agricultores da E. coracana no mundo cultiva-o em regime de sequeiro, embora os rendimentos possam ser significativamente melhorados com irrigação.
Na Índia, a espécie é uma cultura típica de rabi (estação seca de inverno). A tolerância ao calor da E. coracana é alta. Para variedades de Uganda, por exemplo, a temperatura média ideal de crescimento é de cerca de 27 °C, enquanto as temperaturas mínimas não devem ser inferiores a 18 °C. Em relação a outras espécies próximas, E. coracana tem maior tolerância a temperaturas frias. Pode ser cultivado de 500 a 2400 metros acima do nível do mar (por exemplo, na região dos Himalaias). Assim, pode ser cultivado em altitudes mais elevadas do que a maioria das culturas tropicais.
E. coracana pode crescer em vários solos, incluindo solos tropicais altamente intemperizados do tipo laterítico. Prospera em solos bem drenados com níveis constantes de umidade. Além disso, pode tolerar salinidade do solo até certo ponto. Sua capacidade de suportar encharcamento é limitada, então uma boa drenagem dos solos e uma capacidade moderada de retenção de água são ideais. A espécie pode tolerar solos moderadamente ácidos (pH 5), mas também solos moderadamente alcalinos (pH 8,2).

## Sistemas de cultivo

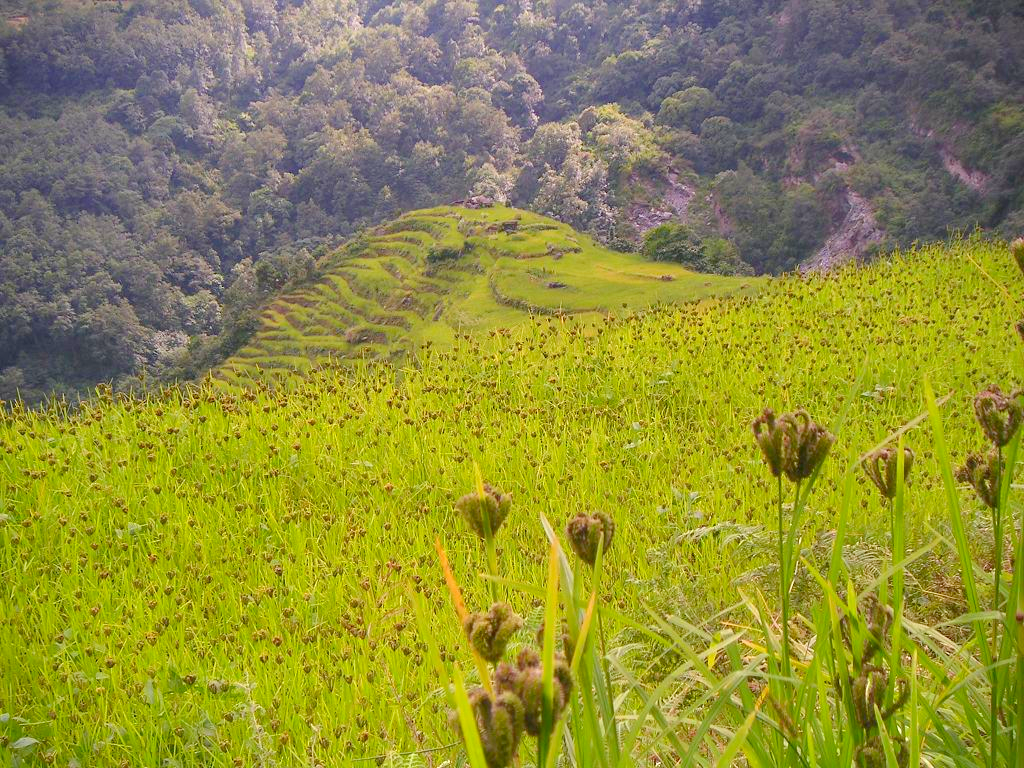
Campos de E. coracana na região de Annapurna no Nepal.

Monoculturas de E. coracana cultivadas em condições de sequeiro são mais comuns em áreas mais secas da África Oriental. Além disso, o consórcio com leguminosas, como com o feijão-fradinho ou o guandu, é bastante comum na África Oriental. A África Central tropical suporta regiões dispersas de consórcio de E. coracana, principalmente com leguminosas, mas também com mandioca, bananeira e outros vegetais.
Os sistemas de consórcio mais comuns da espécie no sul da Índia incluem:
- Com leguminosas: E. coracana/dolichos, E. coracana/guandu, E. coracana/feijão-preto, E. coracana/mamona;
- Com cereais: E. coracana/milho, E. coracana/milho-painço, E. coracana/sorgo, E. coracana/ Panicum sumatrense;
- Com outras espécies: E. coracana/brássicas, E. coracana/mostarda.

## Ervas daninhas
As ervas daninhas são os principais estresses bióticos para o cultivo de E. coracana. Suas sementes são muito pequenas, o que leva a um desenvolvimento relativamente lento nas fases iniciais de crescimento. Isso torna E. coracana um competidor fraco por luz, água e nutrientes em comparação com as ervas daninhas. Na África Oriental e Austral, a espécie estreitamente relacionada Eleusine indica (também conhecida como capim-pé-de-galinha) é uma competidora severa de ervas daninhas para E. coracana. Especialmente nas fases iniciais de crescimento da cultura e da erva daninha, e quando se utiliza a semeadura a lanço em vez da semeadura em linhas (como frequentemente ocorre na África Oriental), as duas espécies são muito difíceis de distinguir.
Além de E. indica, as espécies Xanthium strumarium, que é dispersa por animais, e as espécies com estolão Cyperus rotundus e Cynodon dactylon são importantes ervas daninhas da E. coracana. Medidas para controlar ervas daninhas incluem métodos culturais, físicos e químicos. Métodos culturais podem incluir a semeadura em linhas em vez da semeadura a lanço para facilitar a distinção entre mudas de E. coracana e E. indica durante a capina manual. O "International Crops Research Institute for the Semi-Arid Tropics [en]" (ICRISAT) promove culturas de cobertura [en] e rotação de culturas para interromper o ciclo de crescimento das ervas daninhas. O controle físico de ervas daninhas em comunidades com recursos financeiros limitados que cultivam a E. coracana é feito principalmente por capina manual ou com enxada manual.

## Doenças e pragas
E. coracana é uma espécie geralmente considerada pouco suscetível a doenças e pragas. No entanto, a ferrugem da E. coracana, causada pelo fungo patogênico Magnaporthe grisea, pode causar danos severos localmente, especialmente quando não tratada. Em Uganda, perdas de rendimento de até 80% foram relatadas em anos ruins. O patógeno causa secagem das folhas, podridão do caule e podridão das espigas. Esses sintomas podem prejudicar gravemente a fotossíntese, a translocação de assimilados fotossintéticos e o enchimento de grãos, reduzindo o rendimento e a qualidade dos grãos. A ferrugem da E. coracana também pode infestar ervas daninhas relacionadas, como E. indica, E. africana, Digitaria spp., Setaria spp. e Doctylocterium spp.
A ferrugem da E. coracana pode ser controlada com medidas culturais, tratamentos químicos e o uso de variedades resistentes. Pesquisadores no Quênia examinaram parentes selvagens da E. coracana e variedades locais em busca de resistência à ferrugem. Medidas culturais para controlar a ferrugem da E. coracana sugeridas pelo ICRISAT para a África Oriental incluem rotação de culturas com culturas não hospedeiras, como leguminosas, aração profunda de palha da E. coracana infectada, lavagem de ferramentas de campo após o uso para evitar a disseminação do patógeno para campos não infectados, controle de ervas daninhas para reduzir infecções por hospedeiros de ervas daninhas e evitar alta densidade de plantas para impedir a dispersão do patógeno de planta para planta. Medidas químicas incluem a pulverização direta de fungicidas sistêmicos, como os ingredientes ativos piroquilon, ou tratamentos de sementes com fungicidas, como com triciclazol.
Striga, um gênero de ervas daninhas parasitas que ocorre naturalmente em partes da África, Ásia e Austrália, pode afetar severamente a cultura e causar perdas de rendimento de E. coracana e outros cereais de 20 a 80%. O Striga pode ser controlado com sucesso limitado por capina manual, aplicação de herbicidas, rotação de culturas, melhoria da fertilidade do solo, consórcio e controle biológico. A medida de controle mais economicamente viável e ambientalmente amigável seria desenvolver e usar cultivares resistentes a Striga. Genes resistentes a Striga ainda não foram identificados na E. coracana cultivada, mas podem ser encontrados em parentes selvagens da cultura. Outro patógeno no cultivo da E. coracana é o fungo Helminthosporium nodulosum, que causa a queima das folhas. Pássaros, como o quelea na África Oriental, também afetam a E. coracana.

### Insetos
A pequena mariposa Sesamia inferens [en] e a mosca Atherigona miliaceae [en] são considerados os insetos praga mais relevantes no cultivo de E. coracana. Medidas para controlar a S. inferens incluem a remoção de plantas infectadas, destruição de restos de colheita, rotação de culturas, controle químico com inseticidas, medidas biológicas como armadilhas de feromônios ou controle biológico com o uso de organismos antagônicos (por exemplo, com a mosca Sturmiopsis inferens [en]).
Outras insetos praga incluem:

#### Comedores de raízes
- Pulgão da raiz Tetraneura akinire [en]

#### Comedores de brotos e caules
- Moscas A. miliaceae e Atherigona soccata [en]
- Mariposa S. inferens
- Besouro gorgulho do caule Listronotus bonariensis [en]

#### Comedores de folhas
- Lagartas peludas, Amsacta albistriga [en], A. transiens e A. moorei
- Lagarta da mariposa Agrotis ipsilon
- Lagartas de Spodoptera exempta [en], S. mauritia e Mythimna separata [en]
- Lagarta enroladora de folhas Cnaphalocrocis medinalis [en]
- Lagarta da borboleta Pelopidas mathias [en]
- Gafanhotos Chrotogonus hemipterus, Nomadacris septemfasciata e Locusta migratoria
- Larvas de besouro Chnootriba similis
- Trípes Heliothrips indicus

#### Sugadores
- Afídeos Hysteroneura setariae, Metopolophium dirhodum [en], Rhopalosiphum maidis e Sitobion miscanthi
- Cochonilha Brevennia rehi
- Cigarrinhas Cicadulina bipunctella e C. chinai

## Propagação e semeadura

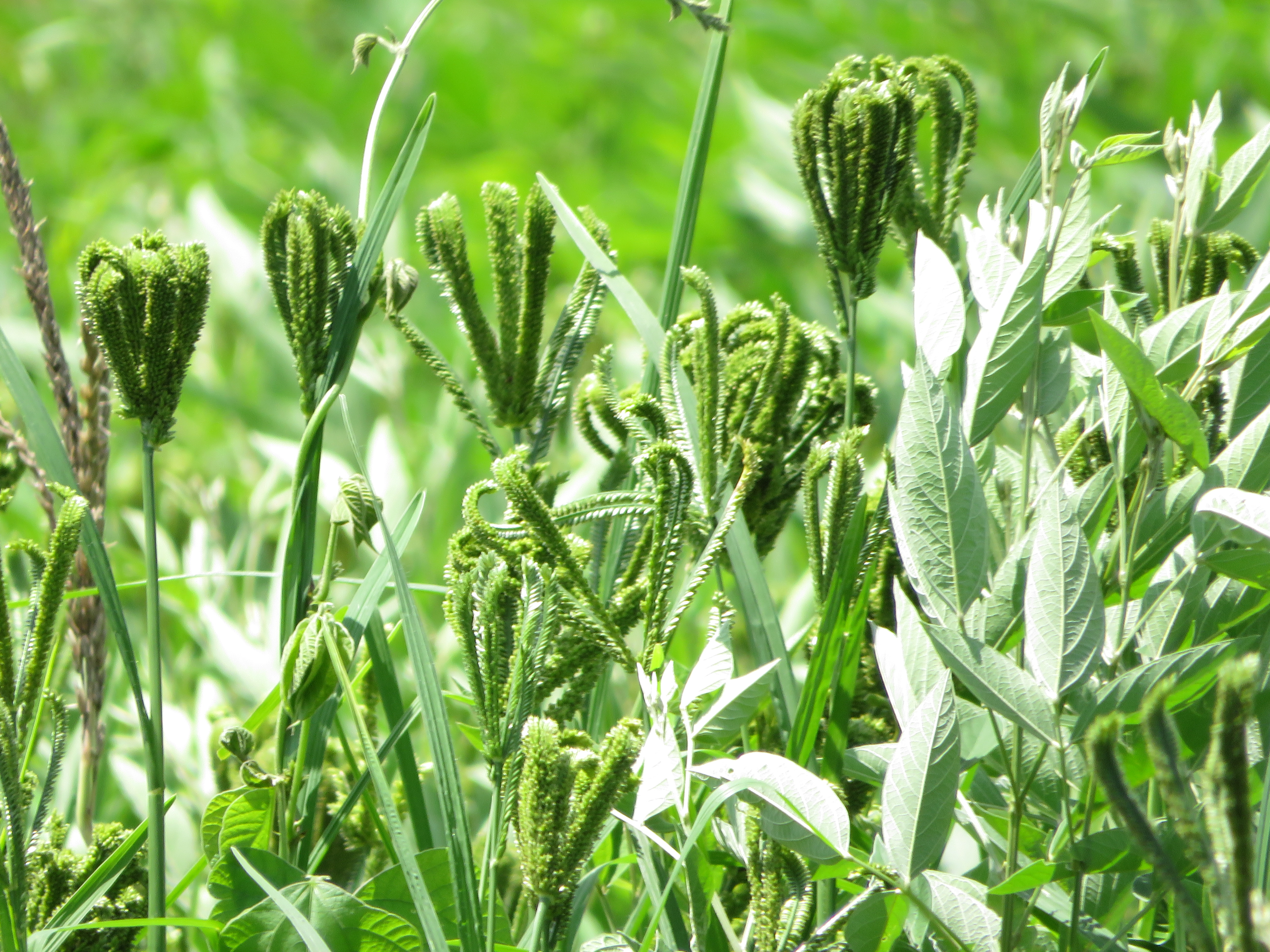
Plantas de E. coracana ainda verdes.

A propagação no cultivo de E. coracana é feita principalmente por sementes. Em cultivos de sequeiro, quatro métodos de semeadura são usados:
- Semeadura a lanço: As sementes são semeadas diretamente no campo. Este é o método mais comum porque é o mais fácil e não requer maquinaria especial. O manejo orgânico de ervas daninhas com este método é um problema, pois é difícil distinguir entre ervas daninhas e a cultura.
- Semeadura em linhas: Método aprimorado em comparação com a semeadura a lanço. Facilita o manejo orgânico de ervas daninhas devido à melhor distinção entre ervas daninhas e a cultura. Neste método, deve-se manter um espaçamento de 22 cm a 30 cm entre linhas e 8 cm a 10 cm dentro das linhas. As sementes devem ser semeadas a cerca de 3 cm de profundidade no solo.
- Semeadura direta em linhas: As sementes são semeadas diretamente no solo não tratado usando uma perfuradora/semeadora. Este método é usado na agricultura de conservação.
- Transplante de mudas: Criação de mudas em canteiros de viveiro e transplante para o campo principal. É necessário nivelamento e irrigação dos canteiros durante o transplante. Mudas com 4 semanas de idade devem ser transplantadas para o campo. As mudas devem ser transplantadas a 25 cm x 10 cm ou a 30 cm x 10 cm. O plantio deve ser feito a 3 cm de profundidade no solo.

## Colheita

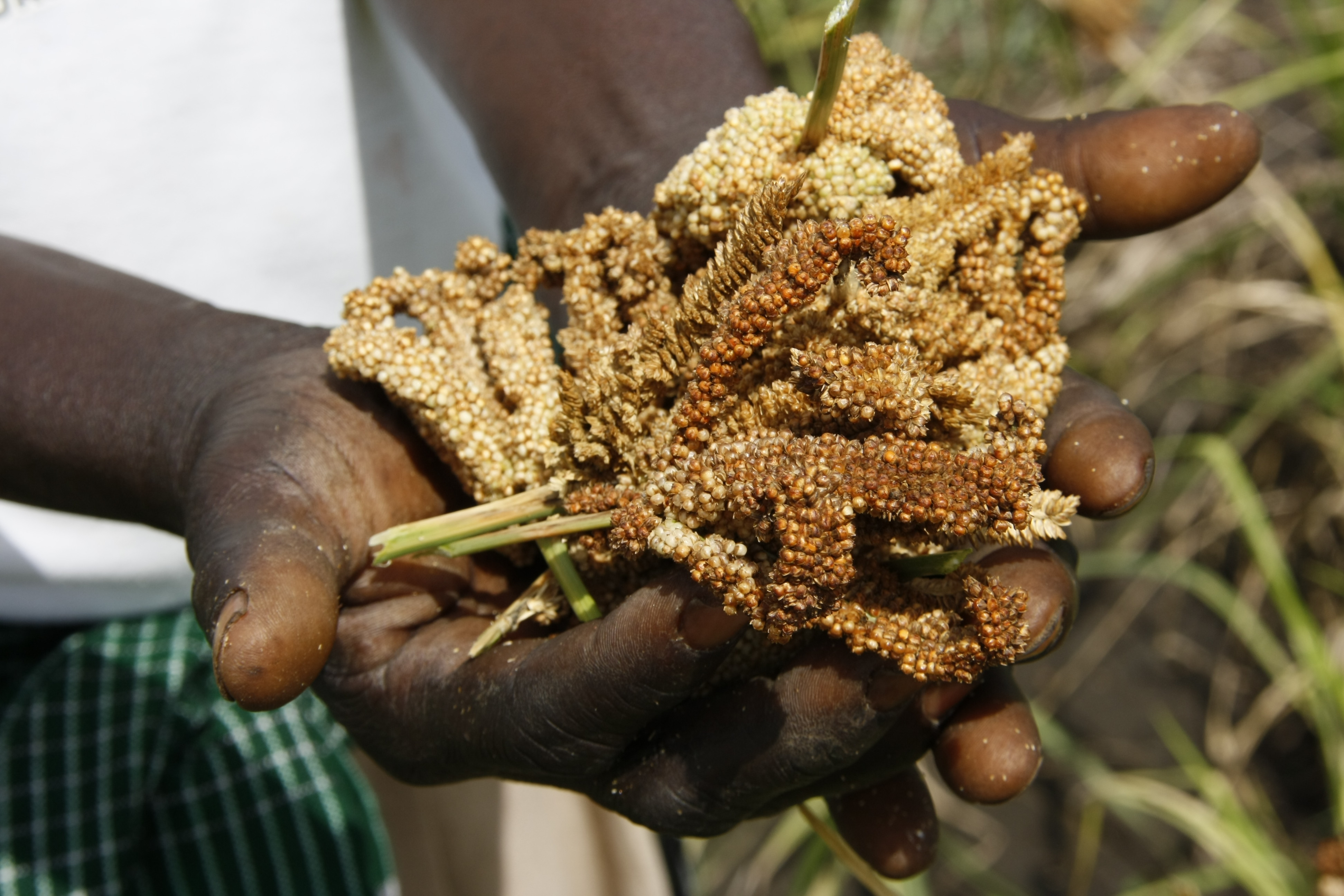
Espigas de E. coracana na Uganda.

A cultura de E. coracana não amadurece uniformemente, e, portanto, a colheita deve ser realizada em duas etapas. Quando a espiga no caule principal e 50% das espigas na cultura ficarem marrons, a cultura está pronta para a primeira colheita. Na primeira colheita, todas as espigas que ficaram marrons devem ser cortadas. Após isso, realiza-se a secagem, debulha e limpeza dos grãos por ventilação. A segunda colheita ocorre cerca de sete dias após a primeira. Todas as espigas, incluindo as verdes, devem ser cortadas. Os grãos devem então ser curados para atingir a maturidade, empilhando as espigas colhidas à sombra por um dia sem secagem, para que a umidade e a temperatura aumentem e os grãos sejam curados. Após isso, realiza-se a secagem, debulha e limpeza, como na primeira colheita.

## Armazenamento
Após a colheita, as sementes se conservam extremamente bem e raramente são atacadas por insetos ou mofo. E. coracana pode ser armazenado por até 10 anos quando não debulhado. Algumas fontes relatam uma duração de armazenamento de até 50 anos sob boas condições de armazenamento. A longa capacidade de armazenamento torna a espécie uma cultura importante em estratégias de mitigação de riscos como uma cultura contra a fome para comunidades agrícolas.

## Processamento

### Moagem
Como primeira etapa de processamento, E. coracana pode ser moída para produzir farinha. No entanto, a planta é difícil de moer devido ao pequeno tamanho das sementes e porque o farelo está fortemente ligado ao endosperma. Além disso, a semente delicada pode ser esmagada durante a moagem. O desenvolvimento de sistemas de moagem mecânica comercial para E. coracana é um desafio. Portanto, o principal produto de E. coracana é a farinha integral do cereal. Isso apresenta desvantagens, como o tempo de armazenamento reduzido da farinha devido ao alto teor de óleo. Além disso, o uso industrial da farinha de grão integral de E. coracana é limitado. Umedecer as sementes antes da moagem ajuda a remover o farelo mecanicamente sem causar danos ao restante da semente. O moinho de pequena escala, mais utilizado para E. coracana, também pode ser usado para processar outros grãos, como trigo e sorgo.

### Maltagem

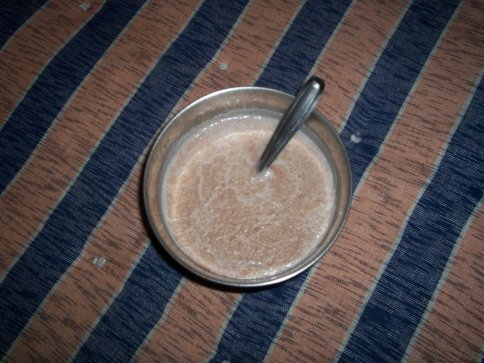
E. coracana na sua forma comumente consumida, como mingau.

Outro método para processar o grão de E. coracana é germinar a semente. Esse processo é também chamado de "maltagem [en]" e é muito comum na produção de bebidas fermentadas, como cerveja. Quando a semente de E. coracana é germinada, enzimas são ativadas, convertendo amidos em outros carboidratos, como açúcares. A espécie tem uma boa atividade de maltagem. O grão de E. coracana maltado pode ser usado como substrato para produzir, por exemplo, cerveja sem glúten ou alimentos de fácil digestão para bebês.

## Nutrição
Os grão de E. coracana contém 11% de água, 7% de proteína, 54% de carboidratos e 2% de gordura (tabela). Em uma quantidade de referência de 100 gramas, E. coracana fornece 305 calorias e é uma fonte rica (20% ou mais do valor diário recomendado) de fibra alimentar e vários minerais, especialmente ferro em 87% do valor diário (tabela).

### Cultivo deE. coracanapara melhorar a nutrição
O Instituto Internacional de Pesquisa de Culturas para os Trópicos Semiáridos (ICRISAT), um membro do consórcio CGIAR, colabora com agricultores, governos, pesquisadores e ONGs para ajudar os agricultores a cultivar plantas nutritivas, incluindo a espécie E. coracana. Isso ajuda suas comunidades a terem dietas mais equilibradas e se tornarem mais resilientes a pragas e secas. Por exemplo, o projeto "Harnessing Opportunities for Productivity Enhancement of Sorghum and Millets" (HOPE) na África Subsaariana e no sul da Ásia, está aumentando os rendimentos da espécie na Tanzânia ao incentivar os agricultores a cultivar variedades aprimoradas.

## Uso
E. coracana pode ser moído em farinha e cozido em bolos, pudim ou mingau. A farinha é transformada em uma bebida fermentada (ou cerveja) no Nepal e em muitas partes da África. A palha da E. coracana é usada como forragem para animais.

### Na Índia

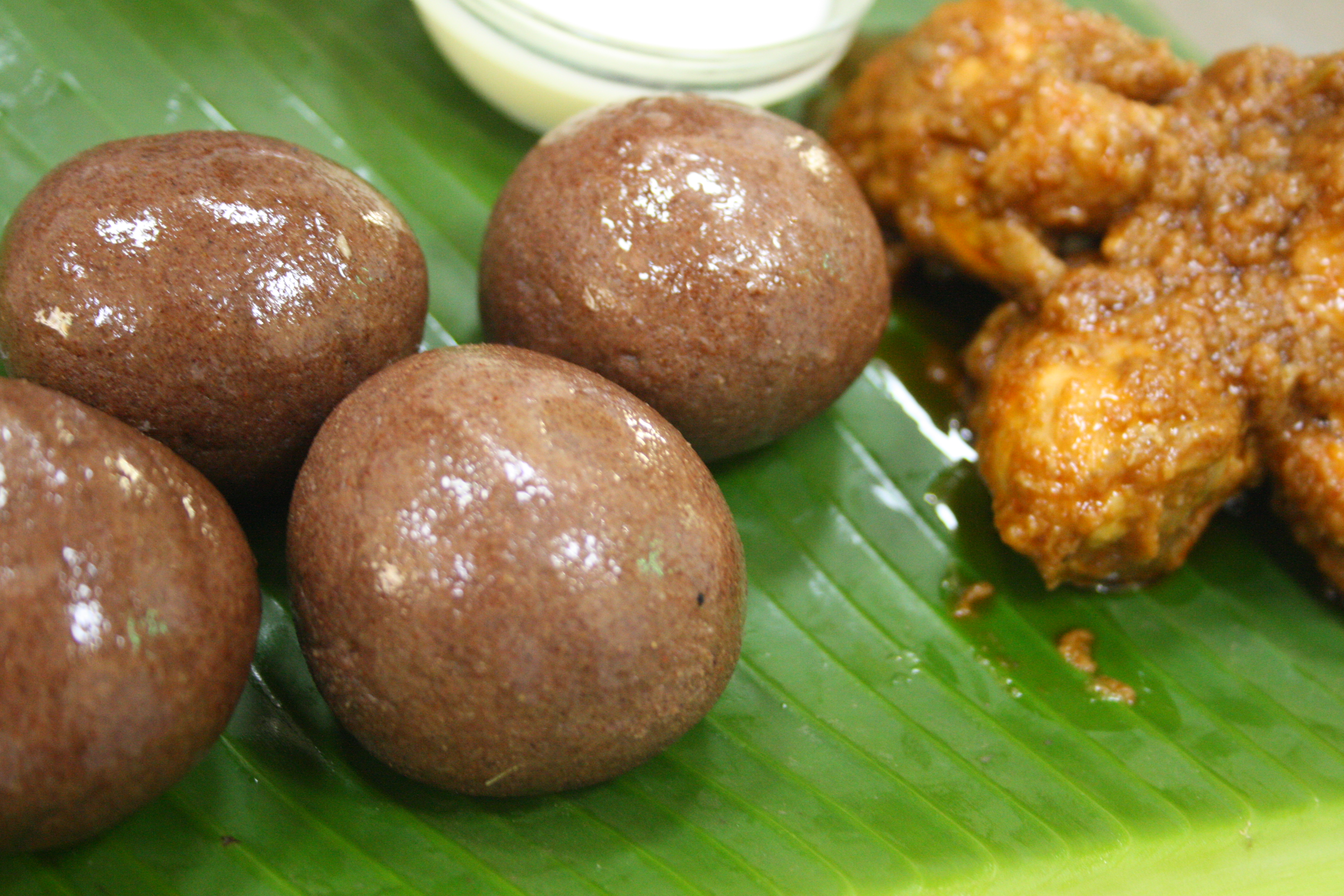
Bolas de mingau denso de E. coracana (ragi mudde) em Karnataka

E. coracana é um grão básico em muitas partes da Índia, especialmente em Karnataka, onde é conhecido como ragi (do canará ರಾಗಿ rāgi). É maltado e seu grão é moído em farinha.
Há várias maneiras de preparar E. coracana, incluindo dosa [en], idli [en] e ragi mudde [en]. Na Índia do Sul, por recomendação de pediatras, E. coracana é usado na preparação de comida para bebês, devido ao alto conteúdo nutricional, especialmente ferro e cálcio.
Satva, pole (dosa), bhakri, ambil (um mingau azedo) e pappad são pratos comuns feitos com E. coracana. Em Karnataka, E. coracana é geralmente consumido na forma de um mingau chamado "ragi mudde" em canará. É a dieta básica de muitos residentes do sul de Karnataka. O mudde é preparado cozinhando a farinha do grão de E. coracana (ragi) com água até atingir uma consistência de massa. Essa massa é então moldada em bolas de tamanho desejado e consumida com sambar [en] (huli), saaru [en] (ಸಾರು) ou curries. O ragi também é usado para fazer roti, idli, dosa e congee. Na região de Malnad, em Karnataka, o grão inteiro de ragi é embebido e o leite é extraído para fazer uma sobremesa conhecida como keelsa. Um tipo de pão achatado é preparado usando farinha de E. coracana (chamado ragi rotti em canará) nos distritos do norte de Karnataka.
No Tamil Nadu, o ragi é chamado kezhvaragu (கேழ்வரகு) e também tem outros nomes como "keppai", e "ariyam". O ragi é seco, moído e fervido para formar uma massa espessa que é deixada esfriar. Este é o famoso "kali" ou "keppai kali". É moldado em grandes bolas para quantificar a ingestão. É consumido com sambar ou kulambu [en]. Para crianças, o ragi também é dado com leite e açúcar (malte). Também é feito na forma de panquecas com cebolas e tomates picados. O Kezhvaragu é usado para fazer puttu [en] com jagra ou açúcar.
O ragi é chamado koozh – uma dieta básica em comunidades agrícolas, consumida com cebolas cruas e pimentas verdes. Em Andhra Pradesh, o ragi sankati ou ragi muddha – bolas de ragi – são consumidos pela manhã com pimenta, cebolas e sambar. Em Kerala, o puttu, um prato tradicional de café da manhã, pode ser feito com farinha de ragi e coco ralado, que é então cozido a vapor em um vaporizador cilíndrico. Nas regiões tribais e montanhosas do oeste de Orissa, o ragi ou mandiaa é um alimento básico. Nas regiões de Garhwal [en] e Kumaon [en] em Utaracanda, o koda ou maduwa é transformado em rotis grossos (servidos com ghee) e também em badi, que é semelhante a halva mas sem açúcar. Na região de Kumaon, o ragi é tradicionalmente dado às mulheres após o parto. Em algumas partes da região de Kumaon, a farinha de ragi é usada para fazer vários lanches como namkeen sev, mathri e chips.

#### Farinha de ragi
Para fazer a farinha, o ragi é selecionado e lavado. É deixado secar naturalmente ao sol por 5 a 8 horas. Em seguida, é moído. Mingau de ragi, halwa de ragi, e ragi kozhukatta podem ser feitos com farinha de ragi. A farinha de trigo pode ser substituída por farinha de ragi durante o cozimento. Bolo de ragi e biscoitos de ragi podem ser preparados. A farinha é consumida com leite, água fervida ou iogurte. A farinha é transformada em pães achatados, incluindo dosa fina e levedada e roti mais espessa e não levedada.

### No sul e extremo oriente da Ásia
No Nepal, uma massa espessa (ḍhĩḍo) feita de farinha de E. coracana (kōdō) é cozida e comida com as mãos. Por outro lado, a massa pode ser transformada em pão achatado grosso (rotee) espalhado sobre um utensílio plano e aquecido. E. coracana fermentado é usado para fazer uma cerveja chhaang [en] e o mosto é destilado para fazer um licor (rakśiशी). O grão integral é fermentado para fazer tongba. Seu uso em práticas hindus sagradas é proibido, especialmente por castas superiores. No Nepal, o Centro Nacional de Recursos Genéticos de Plantas em Khumaltar mantém 877 acessos (amostras) de E. coracana nepalês (kodo).
No Sri Lanka, E. coracana é chamado kurakkan e é transformado em kurakkan roti – um roti marrom terroso e espesso com coco – e thallapa – uma massa espessa feita de ragi fervendo-a com água e um pouco de sal até formar uma bola de massa. É então consumido com um curry de carne picante e geralmente engolido em pequenas bolas, em vez de mastigado. Também é consumido como mingau (kurrakan kenda) e como um doce chamado Halape. No noroeste do Vietnã, a espécie é usada como medicamento para mulheres no parto. Uma minoria usa a farinha de E. coracana para fazer álcool.

### Como bebida
O mingau de malte de ragi é feito do grão de E. coracana que é embebido, seco à sombra, torrado e moído. Esta preparação é fervida em água e usada como substituto de bebidas à base de leite em pó.

## Galeria

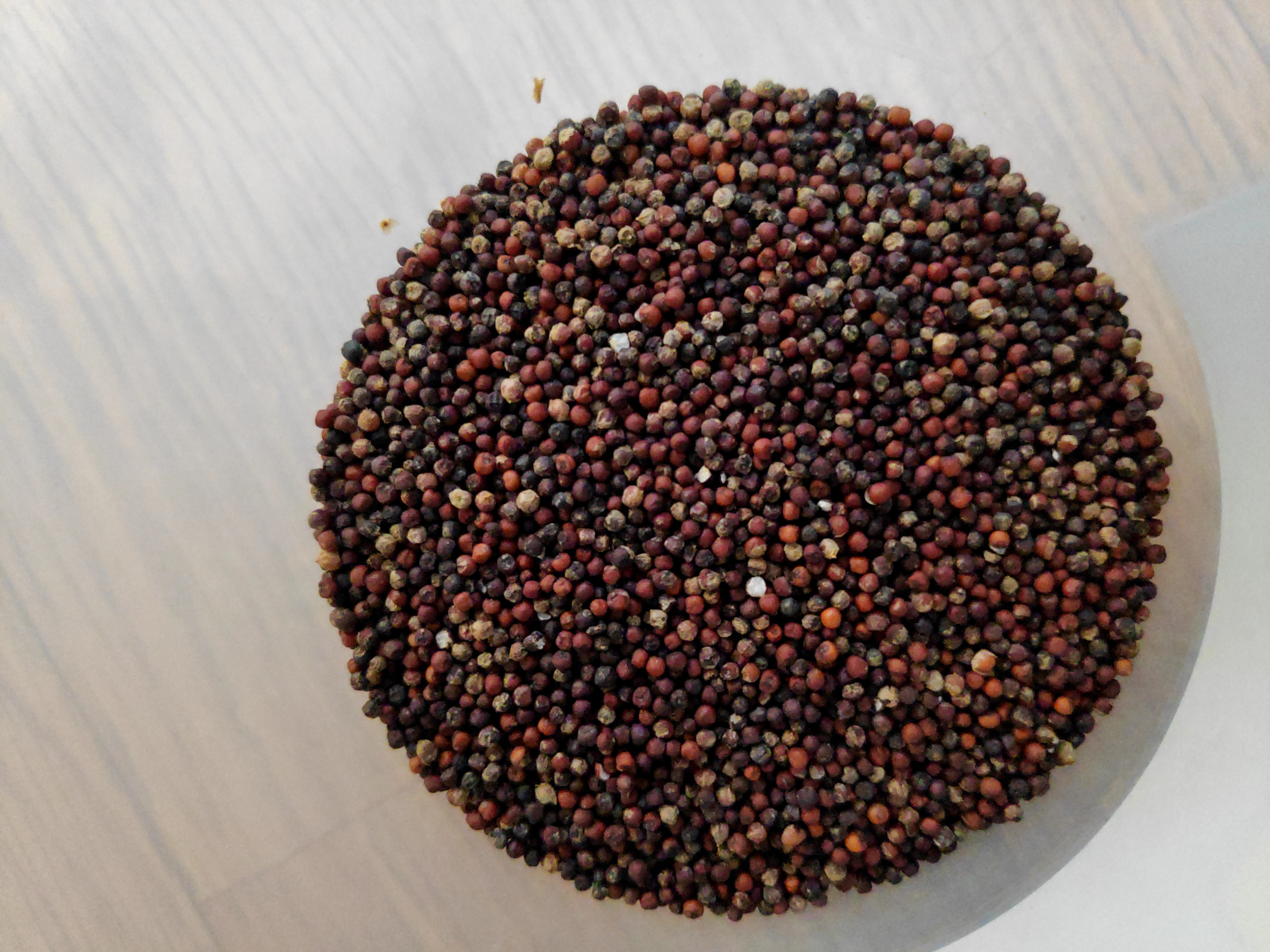
E. coracana.
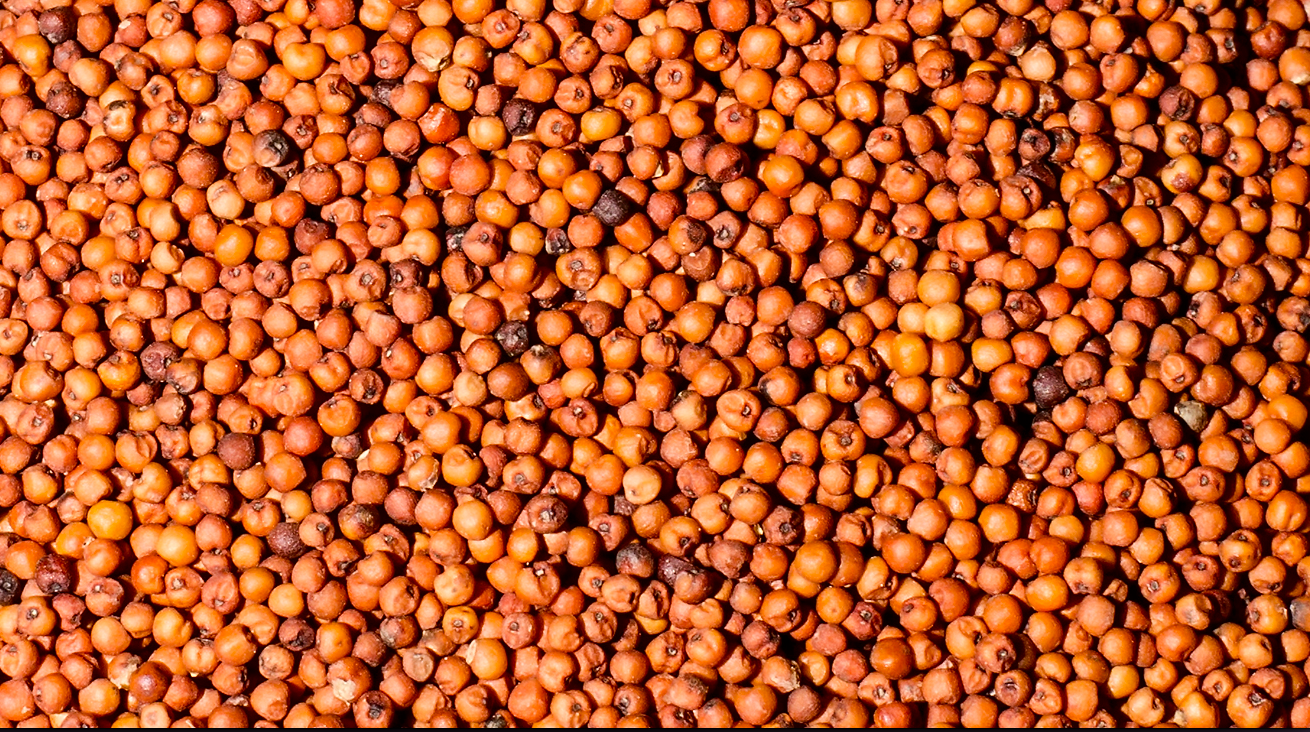
Grãos multicoloridos de E. coracana.
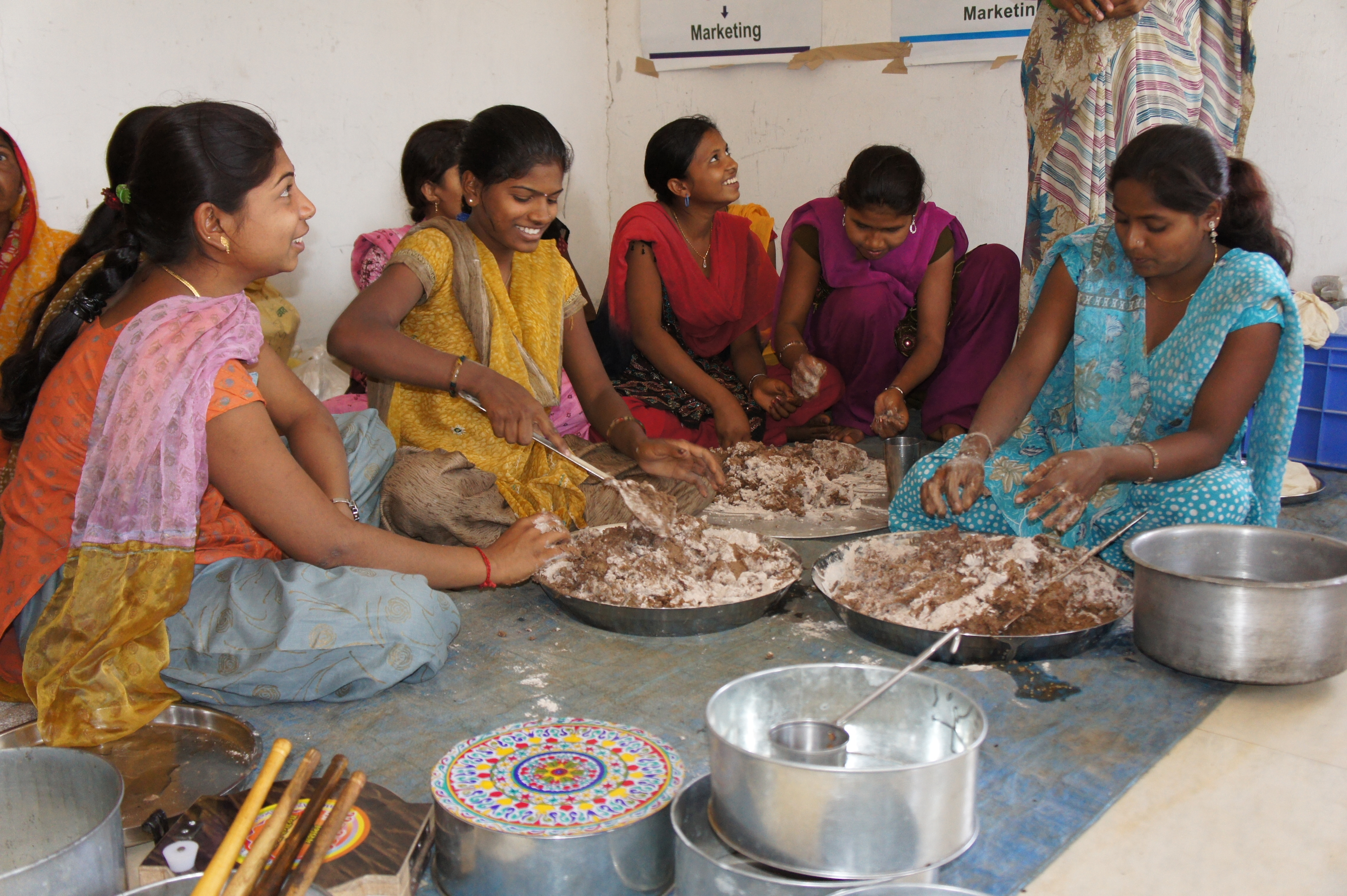
Pappad feito de E. coracana.
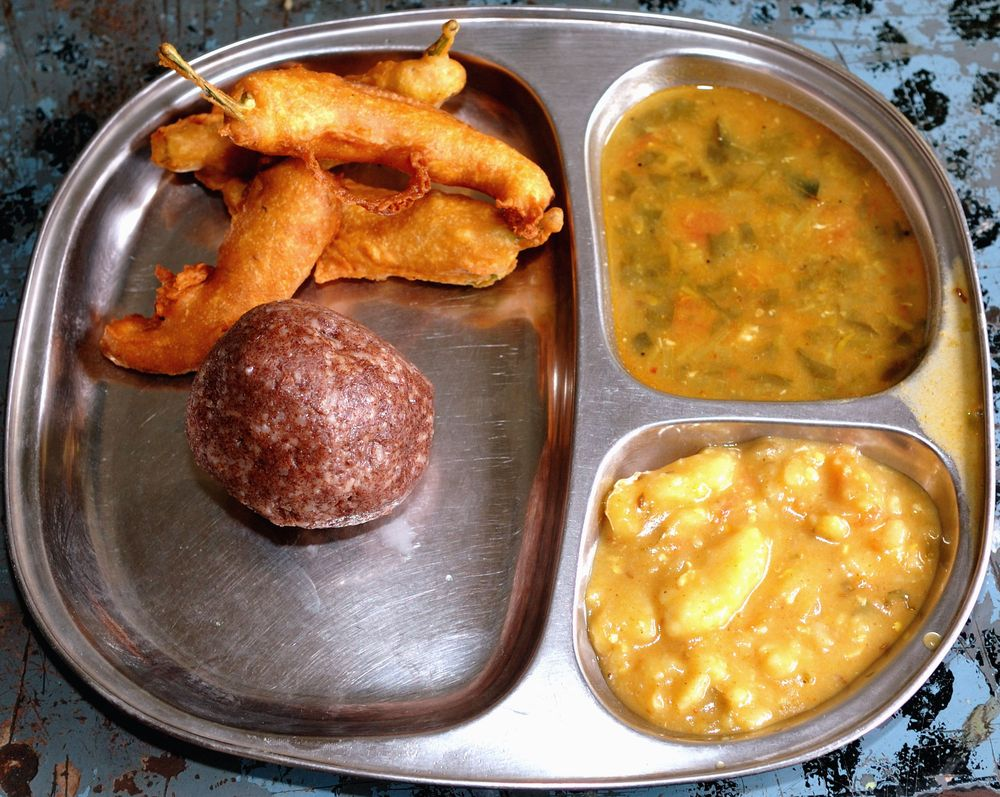
Ragi mudde e bhajji com sambar e chutney.
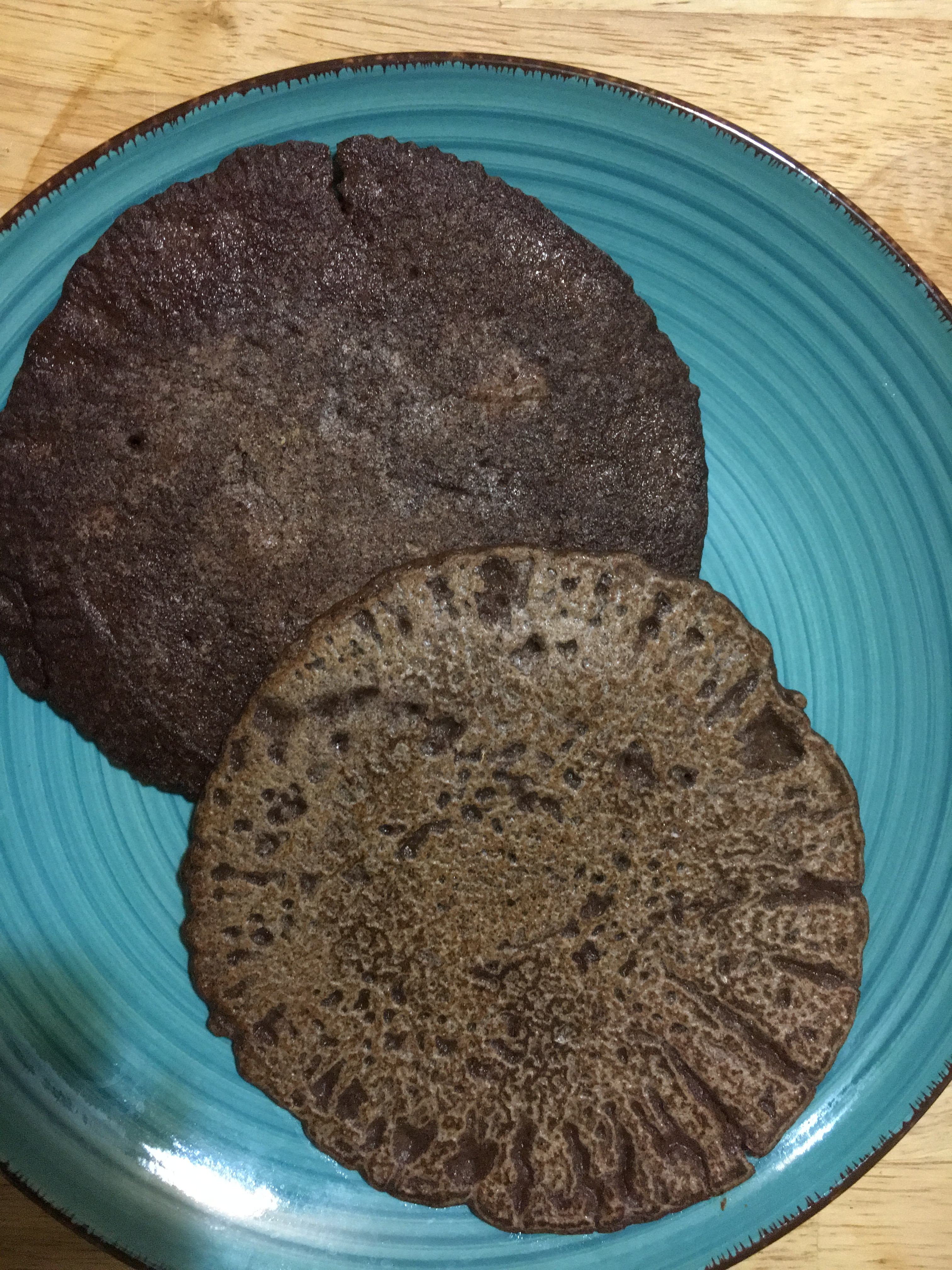
Roti.
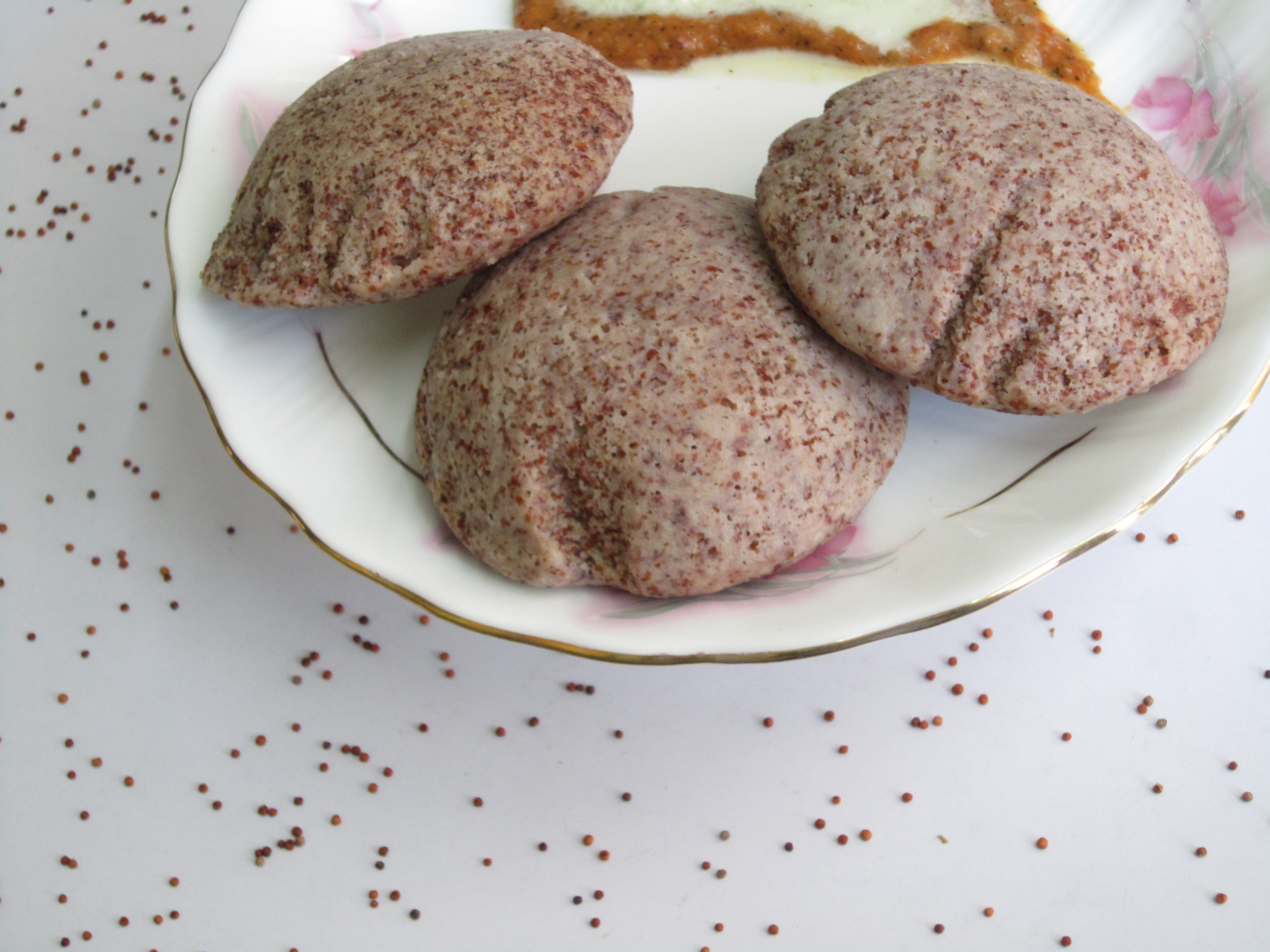
Ragi idli.
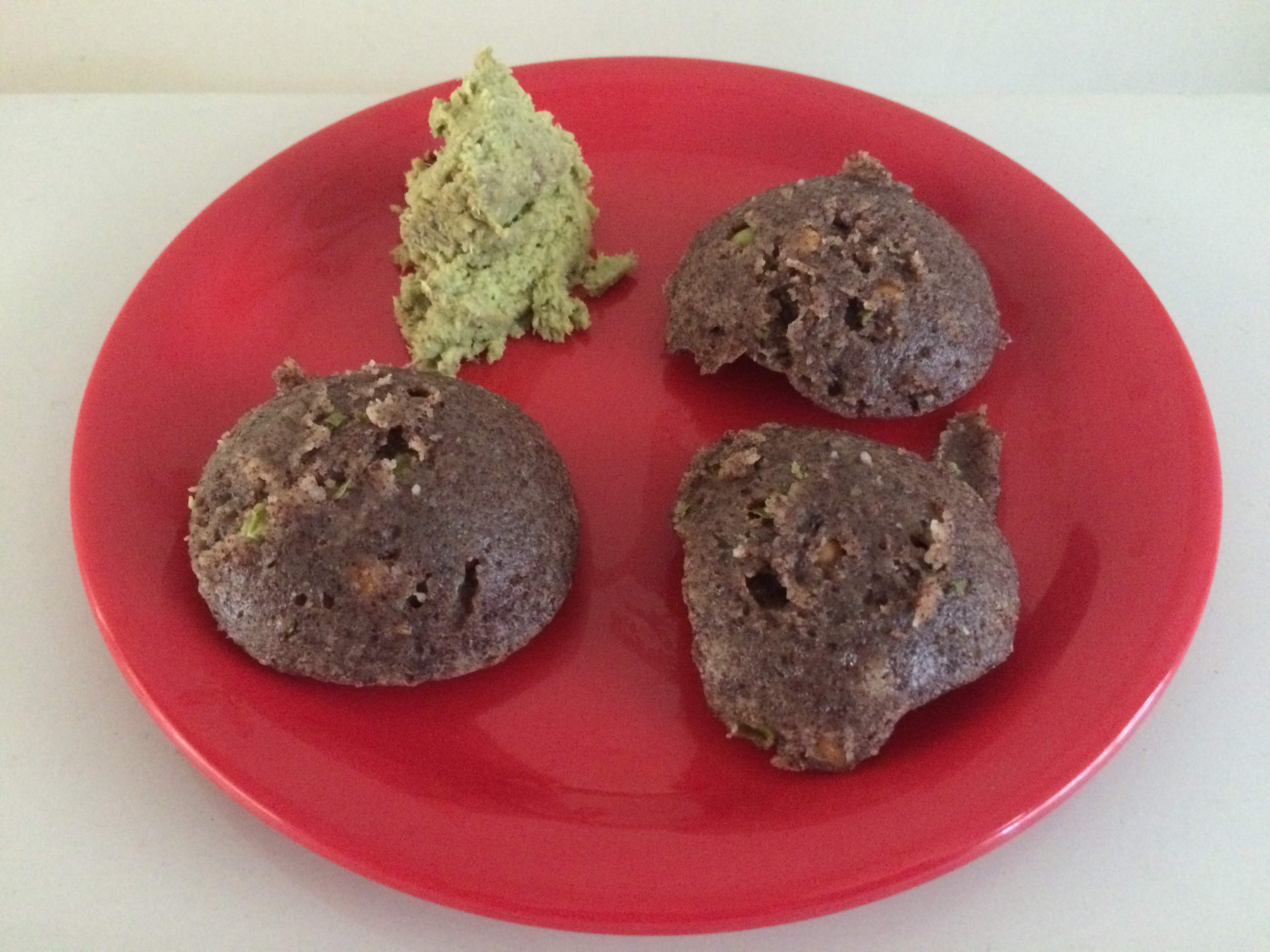
Idli, um prato de café da manhã do sul da Índia feito com farinha de ragi.
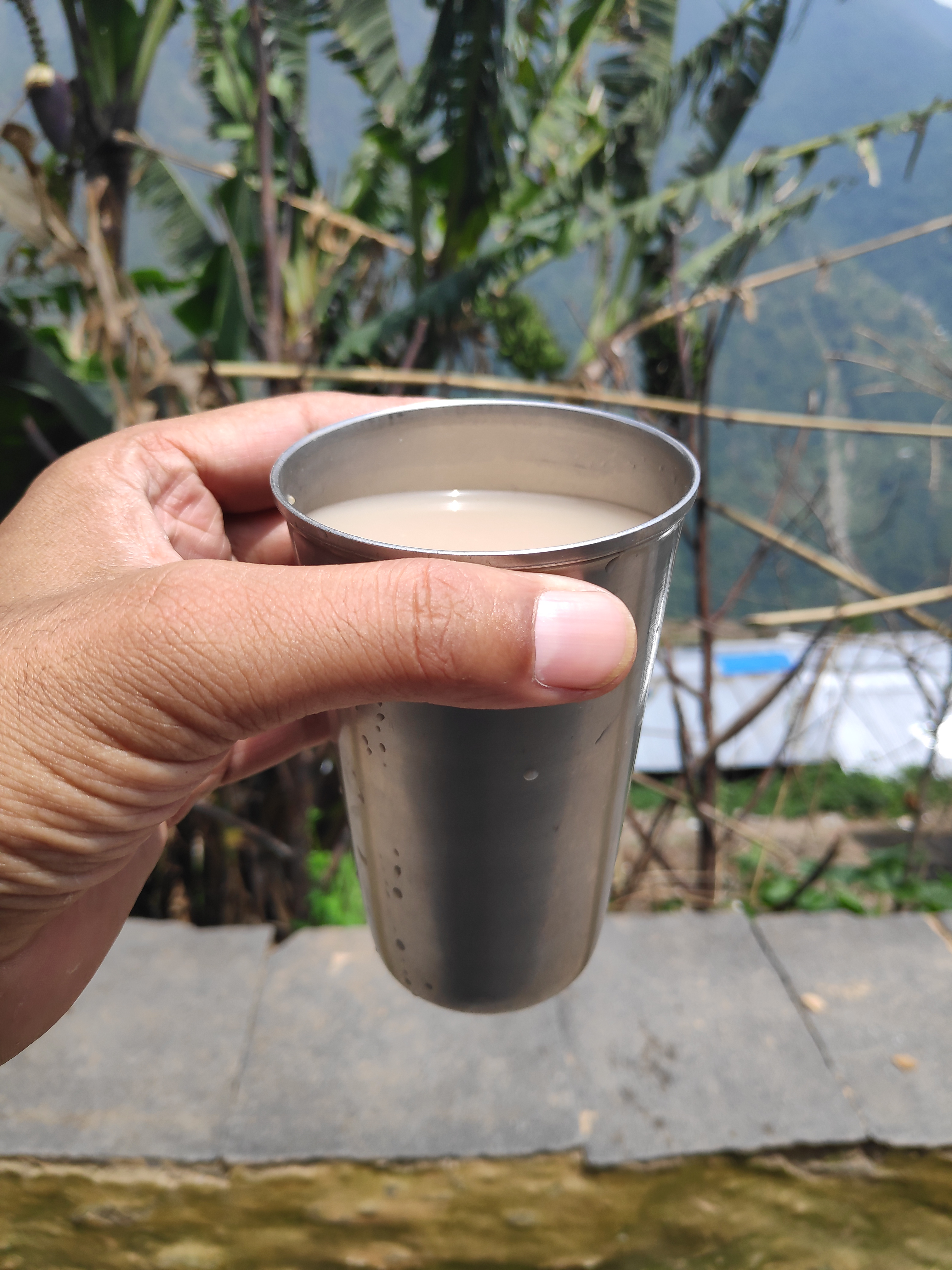
Chhaang.
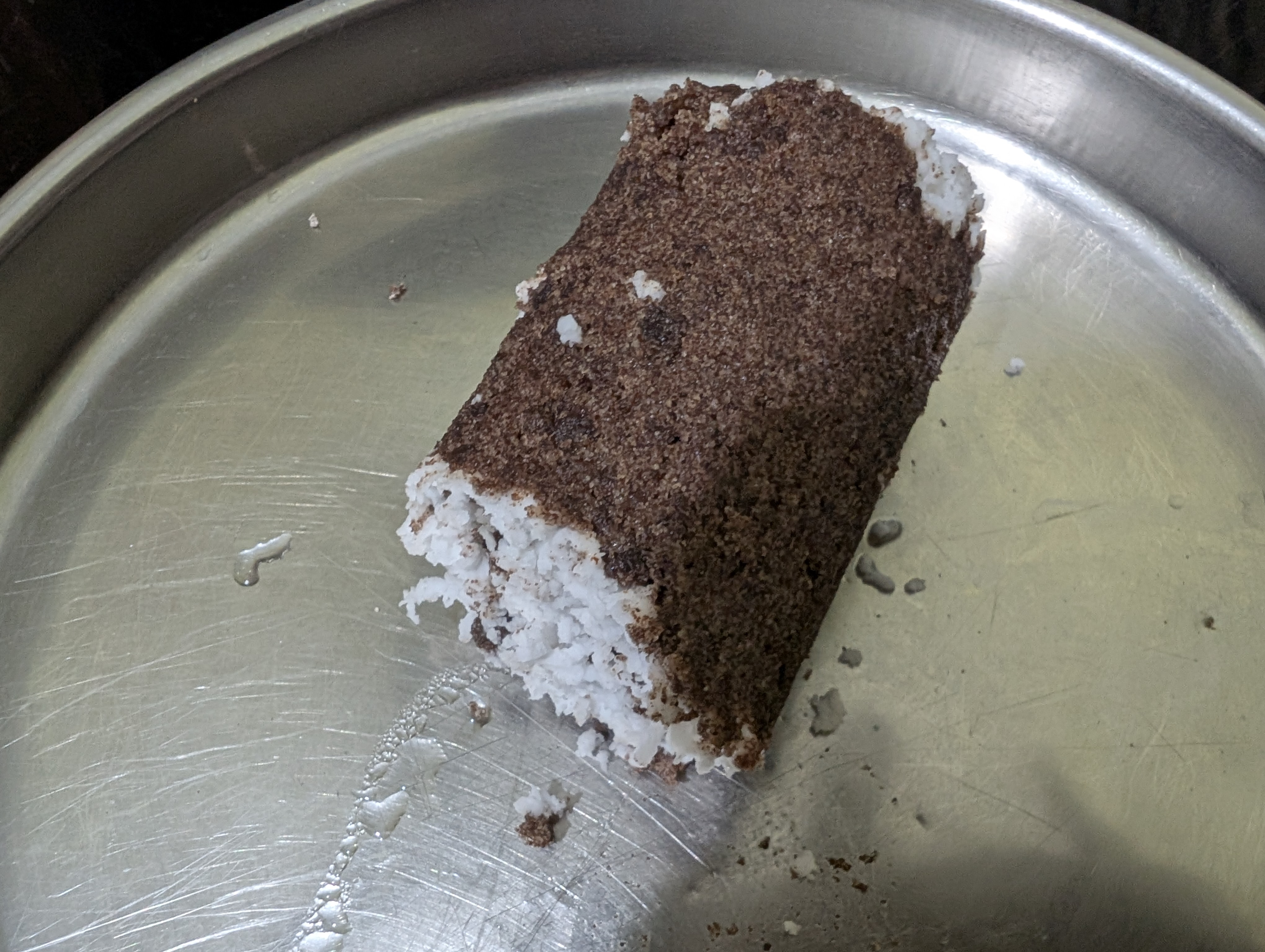
Puttu feito de E. coracana.